# Averbode
Averbode és un antic municipi de Bèlgica als Kempen meridionals a la província de Brabant Flamenc. Va ser un municipi independent de 1928 fins a l'1 de gener del 1977 quan va fusionar amb Scherpenheuvel-Zichem. El 2006 tenia 3289 habitants. Es troba a una elevació boscosa que fa la divisòria d'aigües del Dèmer al sud i del Kalsterloop (Nete) al nord i que formava la frontera històrica entre el ducat de Brabant i el comtat de Loon. Era un poble rural amb unes poques masies i granges disperses. Va conéixer el seu apogeu a la primera meitat del segle XX quan la devoció per a la Mare de Déu i el Sagrat Cor de Jesús va crear un turisme de romeria.

## Llocs d'interés
- L'Abadia d'Averbode, un monestir norbertí fundat el 1135 per Arnold II de Loon coneguda per a la seva biblioteca i l'editorial de llibres de text.[3]
- El paisatge protegit de la vall del Dèmer[4]